# Tabernanthe
Tabernanthe Baill., 1888 è un genere di piante della famiglia delle Apocinacee, diffuso in Africa.

## Tassonomia
Comprende le seguenti specie:
- Tabernanthe elliptica (Stapf) Leeuwenb.
- Tabernanthe iboga Baill.